# 멀 오베론
멀 오베론(영어: Merle Oberon, 1911년 2월 19일 ~ 1979년 11월 23일)은 유라시아계 배우이다.

## 출연 작품
- 인터벌 (1973)
- 호텔 (1967)
- 데지레 (1954)
- 딥 인 마이 하트 (1954)
- 베를린 익스프레스 (1948)
- 디스 러브 오브 아워스 (1945)
- 송 투 리멤버 (1945)
- 더 로저 (1944)
- 스테이지 도어 캔틴 (1943)
- 언제나 영원히 (1943)
- 라이온 해스 윙스 (1939)
- 폭풍의 언덕 (1939)
- 카우보이와 숙녀 (1938)
- X 부인의 이혼 (1938)
- 이 세 사람 (1936)
- 다크 엔젤 (1935)
- 스칼렛 핌퍼넬 (1934)
- 헨리 8세 (1933)